# Зеленодольский район
Зеленодо́льский райо́н (тат. Зеленодо́л районы́, также Яше́л Үзә́н районы́) — административно-территориальная единица и муниципальное образование (муниципальный район) в составе Республики Татарстан Российской Федерации. Разделён руслом Волги на правобережную и левобережную части. Административный центр — Зеленодольск. На начало 2020 года численность населения района составила 165 915 человек.
Изначально Зеленодольск задумывался как посёлок рабочего типа для ремонта судоходного транспорта. В 1932 году ему присвоили городской статус, а судостроительный завод имени Горького стал одним из градообразующих предприятий. В районе находится одна из главных туристических достопримечательностей Татарстана — остров-град Свияжск.

## География
Единственный район республики, расположенный на обоих берегах реки Волга. Граничит на западе с Чувашской Республикой (Козловский, Урмарский районы), на севере — с Марий Эл (Волжский район и городской округ Волжск), на северо-востоке — с Высокогорским районом Татарстана, на юго-востоке — с Верхнеуслонским, на юге — с Кайбицким районами, на востоке — с Казанью. На территории района находятся устья реки Свияга (правый приток Волги) и Сумка (левый приток Волги). В Зеленодольском районе находится система карстовых озёр Собакинские Ямы, а также озёра Косяково, Бело-Безводное, Карасиха Шатуниха, и другие.
Площадь района 1396 км², административный центр — Зеленодольск, пятый по численности населения город в Татарстане.

## Герб и флаг
Совет Зеленодольского муниципального района Республики Татарстан утвердил современные герб и флаг 15 декабря 2006 года. Большую часть герба занимает зелёный фон, вплотную к которому по нижней кромке примыкает четыре полосы — серебряные и голубые. В центре зелёного фона расположена ладья, она символизирует главную отрасль экономики района — судостроительство. На парусе ладьи изображён молот как олицетворение одного из ведущих промышленных предприятий района — производственное объединение «Завод имени Серго». Молот обвит змеями, что является символом успешной торговли. Зелёный цвет символизирует природу, здоровье, экологию и жизненный рост. Лазурь означает Волгу, а серебряный пояс — трасса Москва-Казань, которая проходит через Зеленодольск. Также серебряный цвет является символом чистоты, совершенства, мира и благополучия. Флаг повторяет символику и цвета герба.

## История

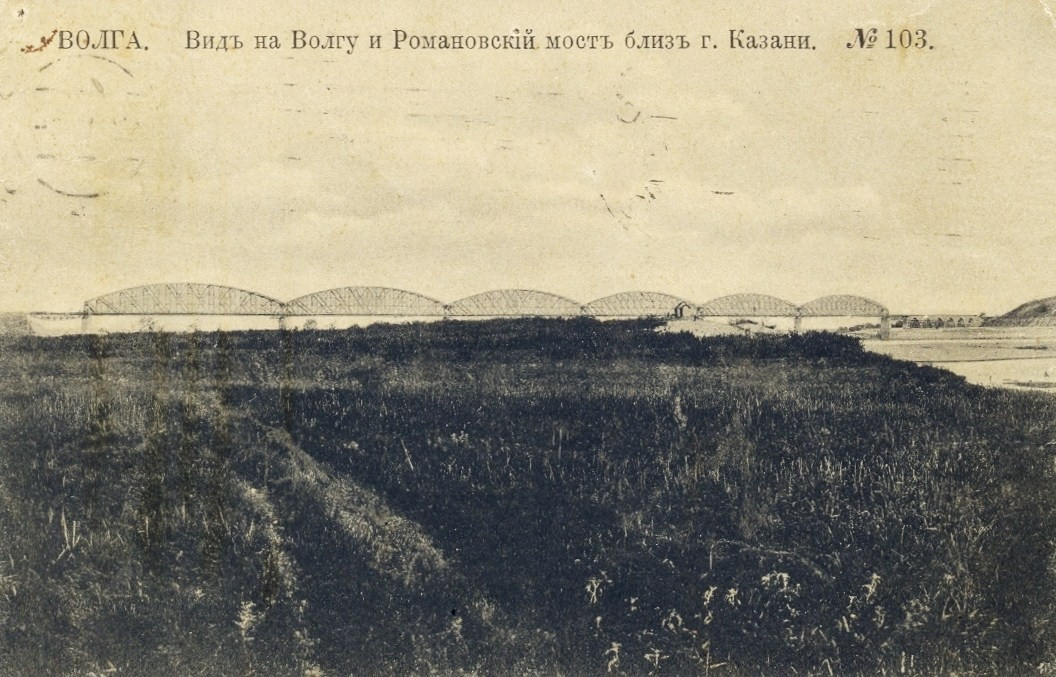
Романовский мост через Волгу в 1910-м

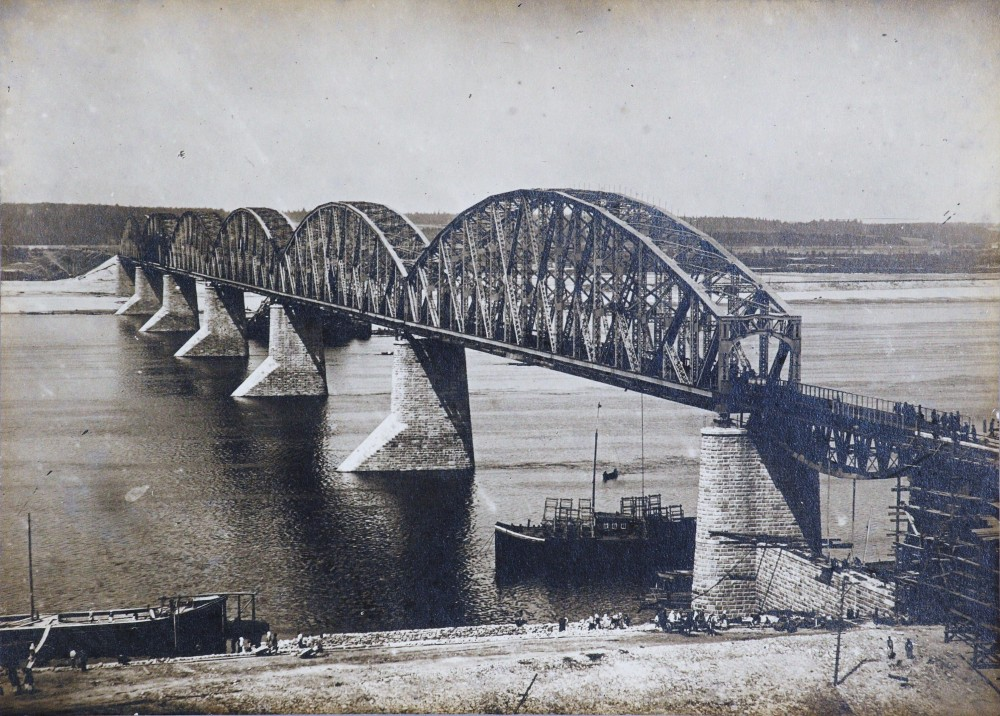
Романовский мост через Волгу в 1913-м

### Становление
В 1865 году на месте современного Зеленодольска было образовано село Кабащиче, получившее название от поляны, на которой располагалось. К 1890 году в селе проживало 104 человека. Рядом с ним действовали лесопильные заводы. В 1897-м село переименовали в Паратск, или Паратский затон. Деревня стала местом ремонта и зимовки речных судов, идущих по Волге. Судомастерские затона послужили основной для будущего завода имени Горького. В 1928 году Паратск реорганизовали в рабочий посёлок Зелёный дол. 11 июля 1913 года рядом с посёлком открыли железнодорожный мост через Волгу, а в посёлке организовали одну из станций. В 1932-м, согласно Постановлению ВЦИК, Зелёный Дол получил статус города и название Зеленодольск. В постановлении указано, что название города является производным от исторического именования и железнодорожной станции. За 1931—1932 годы, когда в городе возвели три завода, площадь жилья выросла на 24 000 м². Зеленодольск входил в состав Юдинского района (тат. Юдино районы), образованного 4 августа 1938 года из западной части упразднённого Казанского района. Административный центр района находился в рабочем посёлке Юдино (ныне — часть Казани).
На 1 января 1948 года район включал в свой состав три поселковых совета: Васильевский, Октябрьский, Юдинский, и 24 сельсовета: Айшинский, Бело-Безводнинский, Бишнинский, Больше-Дербышкинский, Больше-Ключинский, Больше-Кульбашский, Больше-Кургузинский, Больше-Якинский, Борисоглебский, Гаринский, Кадышевский, Киндерский, Красногорский, Мало-Ключинский, Никольский, Новопольский, Осиновский, Осоко-Ковалинский, Ремплерский, Русско-Марийско-Ковалинский, Семиозёрский, Сухорецкий, Уразлинский, Шигалинский. Территория Юдинского района составляла 906 км². 16 июля 1958 года райцентр перенесли из посёлка Юдино в Зеленодольск и по его имени назвали район — Зеленодольский.

### Свияжск

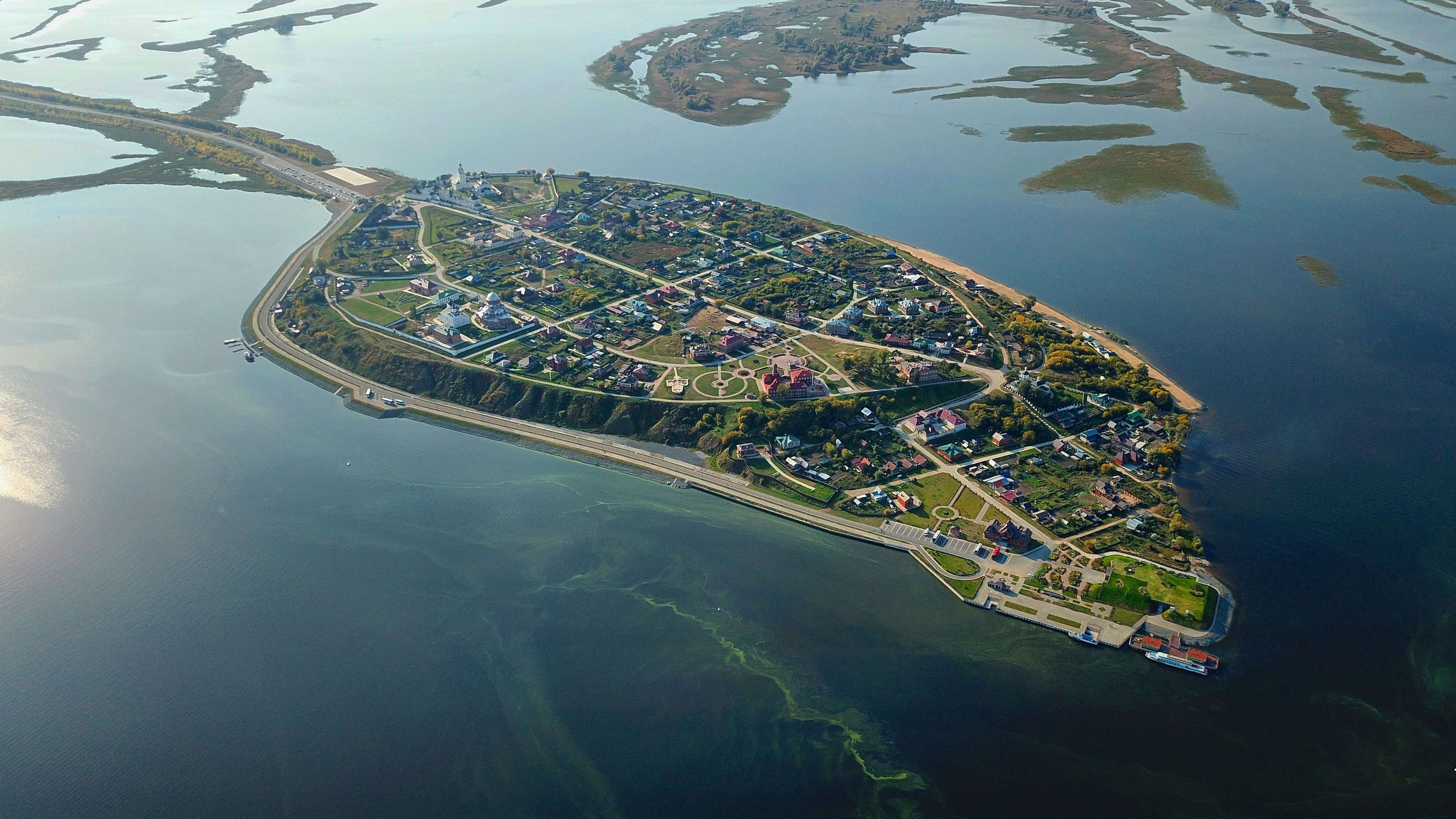
Вид на Свияжск

Остров Свияжск, расположенный на слиянии трёх рек (Волги, Свияги и Щуки) площадью километр на 600 метров, является частью Зеленодольского района. Вплоть до середины XX века он был равнинным. Первые упоминания о Свияжске относятся к XVI веку, тогда он назывался «Кирмень», то есть запретное место. Там находилось языческое капище, куда вход был открыт только жрецам. В 1551 году Иван Грозный после неудачного похода на Казань решил превратить Свияжск в крепость. В конце мая стрельцы достроили укрепления, в которых расположилось войско царя, и уже в октябре Казань была захвачена. Свияжск остался форпостом государства. В 1560 году на острове возвели Успенский собор. В конце XVIII столетия Свияжск обрёл статус уездного города.
В 1918 году Свияжск стал одним из первых мест советских политических репрессий. В 1920—1927 годах город был центром Свияжского кантона ТАССР, а в 1927—1931-м — центром Свияжского района. Постановлением Президиума ВЦИК от 1 февраля 1932 года Свияжск был преобразован в сельский населённый пункт. В 1957 году в результате наполнения Куйбышевского водохранилища Свияжск оказался на острове. С левым берегом Свияги поселение связали только в 2008 году, когда построили дамбу с автодорогой.
С 2010-го на острове началась широкомасштабные работы по реставрации и реконструкции достопримечательностей в рамках программы «Возрождение» республиканского Фонда сохранения и развития Булгара и Свияжска.

### Современность

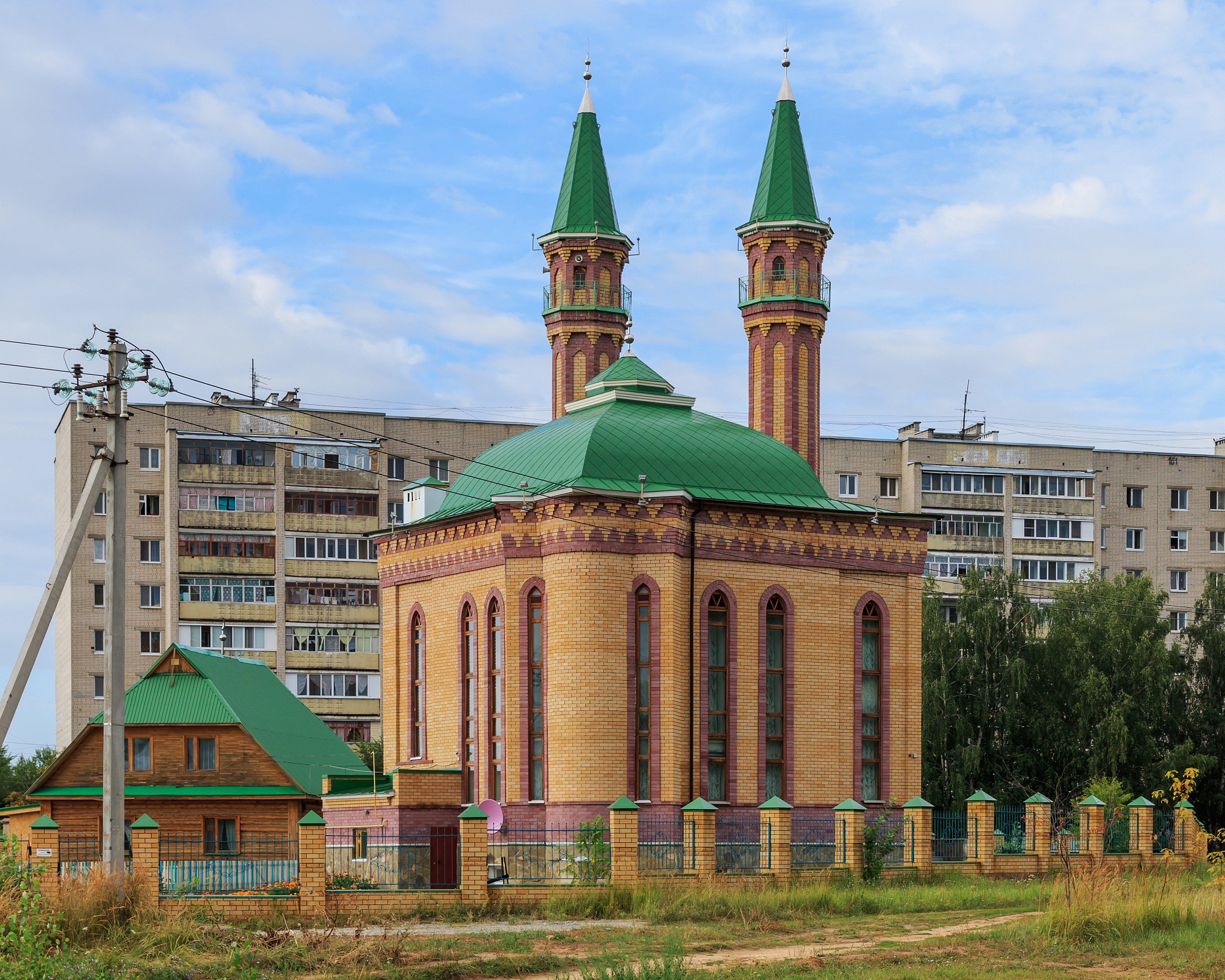
Мечеть Тынычлык в Зеленодольске

С 1994 по 1999 год район возглавлял Сергей Когонин. На следующие пять лет его сменил Равиль Зиннатуллин. В 2004 году пост занял Геннадий Емельянов, после него всего один год — с 2009 по 2010-й — главой района была Радик Хасанов. Его также на год сменил Сергей Батин, который уже 2012-м стал членом Совета Федерации от исполнительного органа власти Республики Татарстан. С 2013 по 2019 год главой Зеленодольского района был Александр Тыгин. В 2016-м он запустил десятилетнюю программу по благоустройству районных территорий «Стандарт двора», а в 2017-м добился получения Зеленодольском статуса ТОСЭР. В 2019-м Александр Тыгин ушёл в Госсовет, а главой района выбрали Михаила Афанасьева, он же является мэром Зеленодольска.

## Население

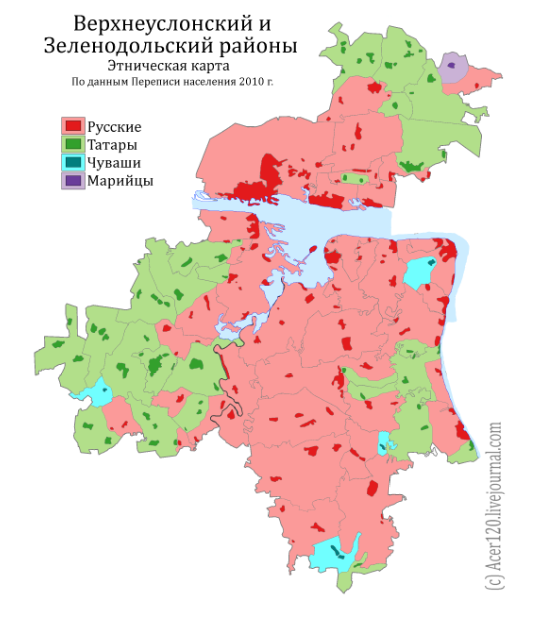
Этническая карта Верхнеуслонского и Зеленодольского районов

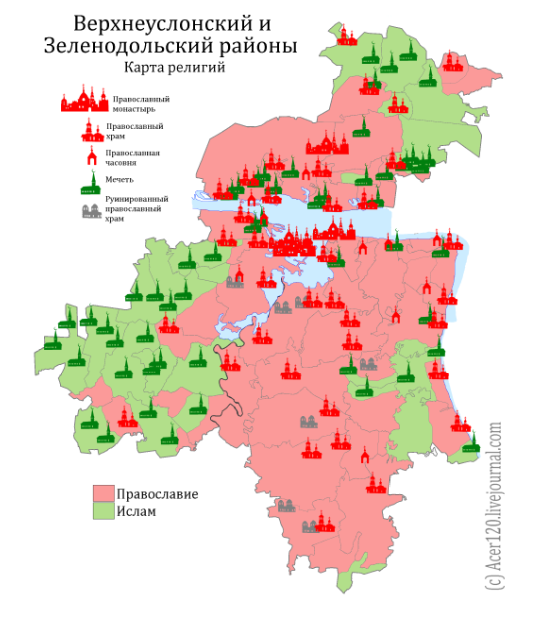
Религиозная карта Верхнеуслонского и Зеленодольского районов

На начало 2020 года в Зеленодольском районе проживают 165 915 человек. По национальному составу население (из числа указавших национальность по переписи 2020 года) разделяется следующим образом: 56,3 % русские, 40,8 % татар. Зеленодольский район один из 10 районов республики, где русские составляют большинство.
| 1959     | 1970     | 1979     | 1989     | 2002     | 2003     | 2004     | 2005     | 2006     |
| -------- | -------- | -------- | -------- | -------- | -------- | -------- | -------- | -------- |
| 63 175   | ↗69 645  | ↘67 992  | ↘62 330  | ↘62 251  | ↘58 100  | ↗61 500  | ↘60 886  | ↘60 789  |
| 2007     | 2008     | 2009     | 2010     | 2011     | 2012     | 2013     | 2014     | 2015     |
| ↘60 728  | ↗159 803 | ↘60 687  | ↗60 878  | ↗158 696 | ↗159 261 | ↗160 154 | ↗161 804 | ↗163 560 |
| 2016     | 2017     | 2018     | 2019     | 2021     |          |          |          |          |
| ↗164 783 | ↗165 283 | ↗165 485 | ↗165 681 | ↗169 469 |          |          |          |          |

В городских условиях (город Зеленодольск, пгт Васильево и Нижние Вязовые) проживают 72,71% населения района.

## Муниципально-территориальное устройство
В Зеленодольском муниципальном районе 3 городских и 21 сельское поселение.
| №        | Муниципальное образование              | Административный центр | Количество населённых пунктов | Население | Площадь, км² |
| -------- | -------------------------------------- | ---------------------- | ----------------------------- | --------- | ------------ |
| 1e-06    | Городские поселения                    |                        |                               |           |              |
| 1        | город Зеленодольск                     | город Зеленодольск     | 1                             | ↘98 888   |              |
| 2        | посёлок городского типа Васильево      | пгт Васильево          | 1                             | ↗17 286   |              |
| 3        | посёлок городского типа Нижние Вязовые | пгт Нижние Вязовые     | 12                            | ↘8279     |              |
| 3.000002 | Сельские поселения                     |                        |                               |           |              |
| 4        | Айшинское сельское поселение           | село Айша              | 6                             | ↗4529     |              |
| 5        | Акзигитовское сельское поселение       | село Акзигитово        | 3                             | ↘728      |              |
| 6        | Бишнинское сельское поселение          | село Бишня             | 5                             | ↗717      |              |
| 7        | Большеачасырское сельское поселение    | село Большие Ачасыры   | 3                             | ↘637      |              |
| 8        | Большеключинское сельское поселение    | село Большие Ключи     | 6                             | ↘2139     |              |
| 9        | Большекургузинское сельское поселение  | село Большие Кургузи   | 5                             | ↘1128     |              |
| 10       | Большеширданское сельское поселение    | село Большие Ширданы   | 4                             | ↘393      |              |
| 11       | Большеякинское сельское поселение      | село Большие Яки       | 5                             | ↘1003     |              |
| 12       | Кугеевское сельское поселение          | село Кугеево           | 4                             | ↘459      |              |
| 13       | Кугушевское сельское поселение         | село Кугушево          | 3                             | ↘503      |              |
| 14       | Мамадыш-Акиловское сельское поселение  | село Мамадыш-Акилово   | 4                             | ↘845      |              |
| 15       | Молвинское сельское поселение          | село Молвино           | 2                             | ↘717      |              |
| 16       | Нижнеураспугинское сельское поселение  | село Нижние Ураспуги   | 5                             | ↘329      |              |
| 17       | Новопольское сельское поселение        | посёлок Новопольский   | 7                             | ↗1216     |              |
| 18       | Нурлатское сельское поселение          | село Нурлаты           | 8                             | ↘3121     |              |
| 19       | Октябрьское сельское поселение         | посёлок Октябрьский    | 2                             | ↗3267     |              |
| 20       | Осиновское сельское поселение          | село Осиново           | 5                             | ↗18 890   |              |
| 21       | Раифское сельское поселение            | село Бело-Безводное    | 3                             | ↘1986     |              |
| 22       | Русско-Азелеевское сельское поселение  | село Русское Азелеево  | 5                             | ↘374      |              |
| 23       | Свияжское сельское поселение           | село Свияжск           | 1                             | ↗247      |              |
| 24       | Утяшкинское сельское поселение         | село Утяшки            | 6                             | ↘348      |              |

## Населённые пункты
| №   | Населённый пункт        | Тип                               | Население | Муниципальное образование              |
| --- | ----------------------- | --------------------------------- | --------- | -------------------------------------- |
| 1   | Айдарово                | деревня                           |           | Кугушевское сельское поселение         |
| 2   | Айша                    | село                              | ↗3204     | Айшинское сельское поселение           |
| 3   | Акзигитово              | село                              |           | Акзигитовское сельское поселение       |
| 4   | Албаба                  | деревня                           |           | Нурлатское сельское поселение          |
| 5   | Албаба                  | посёлок железнодорожного разъезда |           | Нурлатское сельское поселение          |
| 6   | Бакрче                  | село                              |           | Акзигитовское сельское поселение       |
| 7   | Бело-Безводное          | село                              |           | Раифское сельское поселение            |
| 8   | Берновые Ковали         | деревня                           |           | Бишнинское сельское поселение          |
| 9   | Бишбатман               | село                              | ↘32       | Большеачасырское сельское поселение    |
| 10  | Бишня                   | село                              |           | Бишнинское сельское поселение          |
| 11  | Большие Ачасыры         | село                              |           | Большеачасырское сельское поселение    |
| 12  | Большие Ключи           | село                              |           | Большеключинское сельское поселение    |
| 13  | Большие Кургузи         | село                              |           | Большекургузинское сельское поселение  |
| 14  | Большие Ширданы         | село                              |           | Большеширданское сельское поселение    |
| 15  | Большие Яки             | село                              |           | Большеякинское сельское поселение      |
| 16  | Большое Ходяшево        | село                              |           | посёлок городского типа Нижние Вязовые |
| 17  | Большой Кульбаш         | село                              |           | Большекургузинское сельское поселение  |
| 18  | Бритвино                | село                              | ↗31       | посёлок городского типа Нижние Вязовые |
| 19  | Бузаево                 | село                              |           | Утяшкинское сельское поселение         |
| 20  | Булатово                | деревня                           |           | Нурлатское сельское поселение          |
| 21  | Васильево               | пгт                               | ↗17 286   | посёлок городского типа Васильево      |
| 22  | Васюково                | деревня                           |           | Нижнеураспугинское сельское поселение  |
| 23  | Верхние Ураспуги        | деревня                           |           | Нижнеураспугинское сельское поселение  |
| 24  | Воронино                | деревня                           |           | Осиновское сельское поселение          |
| 25  | Городище                | деревня                           |           | Молвинское сельское поселение          |
| 26  | Гремячий Ключ           | деревня                           |           | Бишнинское сельское поселение          |
| 27  | Грузинский              | посёлок                           |           | Новопольское сельское поселение        |
| 28  | Дубровка                | посёлок                           |           | Новопольское сельское поселение        |
| 29  | Зеленодольск            | город                             | ↘98 888   | город Зеленодольск                     |
| 30  | Ивановское              | деревня                           |           | Большеключинское сельское поселение    |
| 31  | Ильинское               | село                              |           | Айшинское сельское поселение           |
| 32  | Исаково                 | деревня                           |           | посёлок городского типа Нижние Вязовые |
| 33  | Каратмень               | деревня                           |           | Большеякинское сельское поселение      |
| 34  | Карашам                 | село                              |           | Русско-Азелеевское сельское поселение  |
| 35  | Кзыл-Тан                | посёлок                           |           | Нижнеураспугинское сельское поселение  |
| 36  | Киреево                 | деревня                           |           | Большеачасырское сельское поселение    |
| 37  | Косяково                | село                              |           | Нурлатское сельское поселение          |
| 38  | Красницкий              | посёлок                           |           | Новопольское сельское поселение        |
| 39  | Красный Кармыш          | деревня                           |           | Бишнинское сельское поселение          |
| 40  | Красный Яр              | деревня                           |           | Айшинское сельское поселение           |
| 41  | Кубня                   | железнодорожная станция           |           | Утяшкинское сельское поселение         |
| 42  | Кугеево                 | село                              |           | Кугеевское сельское поселение          |
| 43  | Кугушево                | село                              |           | Кугушевское сельское поселение         |
| 44  | Луговой                 | посёлок                           |           | посёлок городского типа Нижние Вязовые |
| 45  | Луковское               | деревня                           |           | Утяшкинское сельское поселение         |
| 46  | Маевка                  | деревня                           |           | Большеключинское сельское поселение    |
| 47  | Малое Ходяшево          | посёлок                           |           | посёлок городского типа Нижние Вязовые |
| 48  | Малые Ачасыры           | деревня                           |           | Нижнеураспугинское сельское поселение  |
| 49  | Малые Ключи             | село                              |           | Большеключинское сельское поселение    |
| 50  | Малые Кургузи           | деревня                           |           | Большекургузинское сельское поселение  |
| 51  | Малые Ширданы           | село                              |           | Большеширданское сельское поселение    |
| 52  | Малые Юрты              | деревня                           |           | посёлок городского типа Нижние Вязовые |
| 53  | Мамадыш-Акилово         | село                              |           | Мамадыш-Акиловское сельское поселение  |
| 54  | Местечко Раифа          | посёлок                           |           | Раифское сельское поселение            |
| 55  | Мизиново                | село                              |           | посёлок городского типа Нижние Вязовые |
| 56  | Молвино                 | село                              |           | Молвинское сельское поселение          |
| 57  | Нарат                   | посёлок                           |           | Айшинское сельское поселение           |
| 58  | Нижние Вязовые          | пгт                               | ↘7053     | посёлок городского типа Нижние Вязовые |
| 59  | Нижние Ураспуги         | село                              |           | Нижнеураспугинское сельское поселение  |
| 60  | Никольское              | деревня                           |           | Большеякинское сельское поселение      |
| 61  | Новая Тура              | село                              |           | Осиновское сельское поселение          |
| 62  | Новониколаевский        | посёлок                           |           | Осиновское сельское поселение          |
| 63  | Новопольский            | посёлок                           |           | Новопольское сельское поселение        |
| 64  | Новочувашский           | посёлок                           |           | Новопольское сельское поселение        |
| 65  | Нурлаты                 | село                              |           | Нурлатское сельское поселение          |
| 66  | Октябрьский             | посёлок                           |           | Октябрьское сельское поселение         |
| 67  | Ореховка                | деревня                           |           | Октябрьское сельское поселение         |
| 68  | Осиново                 | село                              | ↗17 466   | Осиновское сельское поселение          |
| 69  | Паново                  | деревня                           |           | Мамадыш-Акиловское сельское поселение  |
| 70  | Прибой                  | посёлок                           |           | Нурлатское сельское поселение          |
| 71  | Протопоповка            | деревня                           |           | посёлок городского типа Нижние Вязовые |
| 72  | Раифский                | посёлок                           |           | Новопольское сельское поселение        |
| 73  | Ремплер                 | село                              |           | Осиновское сельское поселение          |
| 74  | Русские Наратлы         | деревня                           |           | Русско-Азелеевское сельское поселение  |
| 75  | Русские Ширданы         | деревня                           |           | посёлок городского типа Нижние Вязовые |
| 76  | Русское Азелеево        | село                              |           | Русско-Азелеевское сельское поселение  |
| 77  | Русское Исламово        | деревня                           |           | Кугеевское сельское поселение          |
| 78  | Русское Танаево         | деревня                           |           | Мамадыш-Акиловское сельское поселение  |
| 79  | Русско-Марийские Ковали | село                              |           | Бишнинское сельское поселение          |
| 80  | Рязаново                | деревня                           |           | Нурлатское сельское поселение          |
| 81  | Садовый                 | посёлок                           |           | Раифское сельское поселение            |
| 82  | Сафоново                | деревня                           |           | Айшинское сельское поселение           |
| 83  | Светлое Озеро           | посёлок                           |           | Большеключинское сельское поселение    |
| 84  | Свияжск                 | село                              | ↘243      | Свияжское сельское поселение           |
| 85  | Селище Говядино         | деревня                           |           | Большеширданское сельское поселение    |
| 86  | Сентяк                  | деревня                           |           | Большекургузинское сельское поселение  |
| 87  | Соловьёвка              | деревня                           |           | Большеключинское сельское поселение    |
| 88  | Старые Ширданы          | деревня                           |           | Большеширданское сельское поселение    |
| 89  | Сунчелеево              | село                              |           | Акзигитовское сельское поселение       |
| 90  | Тавлино                 | село                              |           | Кугеевское сельское поселение          |
| 91  | Татарские Наратлы       | деревня                           |           | Русско-Азелеевское сельское поселение  |
| 92  | Татарское Азелеево      | село                              |           | Русско-Азелеевское сельское поселение  |
| 93  | Татарское Исламово      | деревня                           |           | Нурлатское сельское поселение          |
| 94  | Татарское Танаево       | деревня                           |           | Мамадыш-Акиловское сельское поселение  |
| 95  | Тенибяково              | деревня                           |           | Утяшкинское сельское поселение         |
| 96  | Тугаево                 | село                              |           | Кугушевское сельское поселение         |
| 97  | Улитино                 | деревня                           |           | посёлок городского типа Нижние Вязовые |
| 98  | Уразла                  | село                              |           | Большеякинское сельское поселение      |
| 99  | Урман                   | посёлок                           |           | Кугеевское сельское поселение          |
| 100 | Урняк                   | посёлок                           |           | Новопольское сельское поселение        |
| 101 | Успенка                 | деревня                           |           | Айшинское сельское поселение           |
| 102 | Утяково                 | деревня                           |           | Утяшкинское сельское поселение         |
| 103 | Утянгуш                 | деревня                           |           | Большеякинское сельское поселение      |
| 104 | Утяшки                  | село                              |           | Утяшкинское сельское поселение         |
| 105 | Ходяшево                | посёлок железнодорожного разъезда |           | посёлок городского типа Нижние Вязовые |
| 106 | Чирючи                  | деревня                           |           | Большекургузинское сельское поселение  |

## Экономика

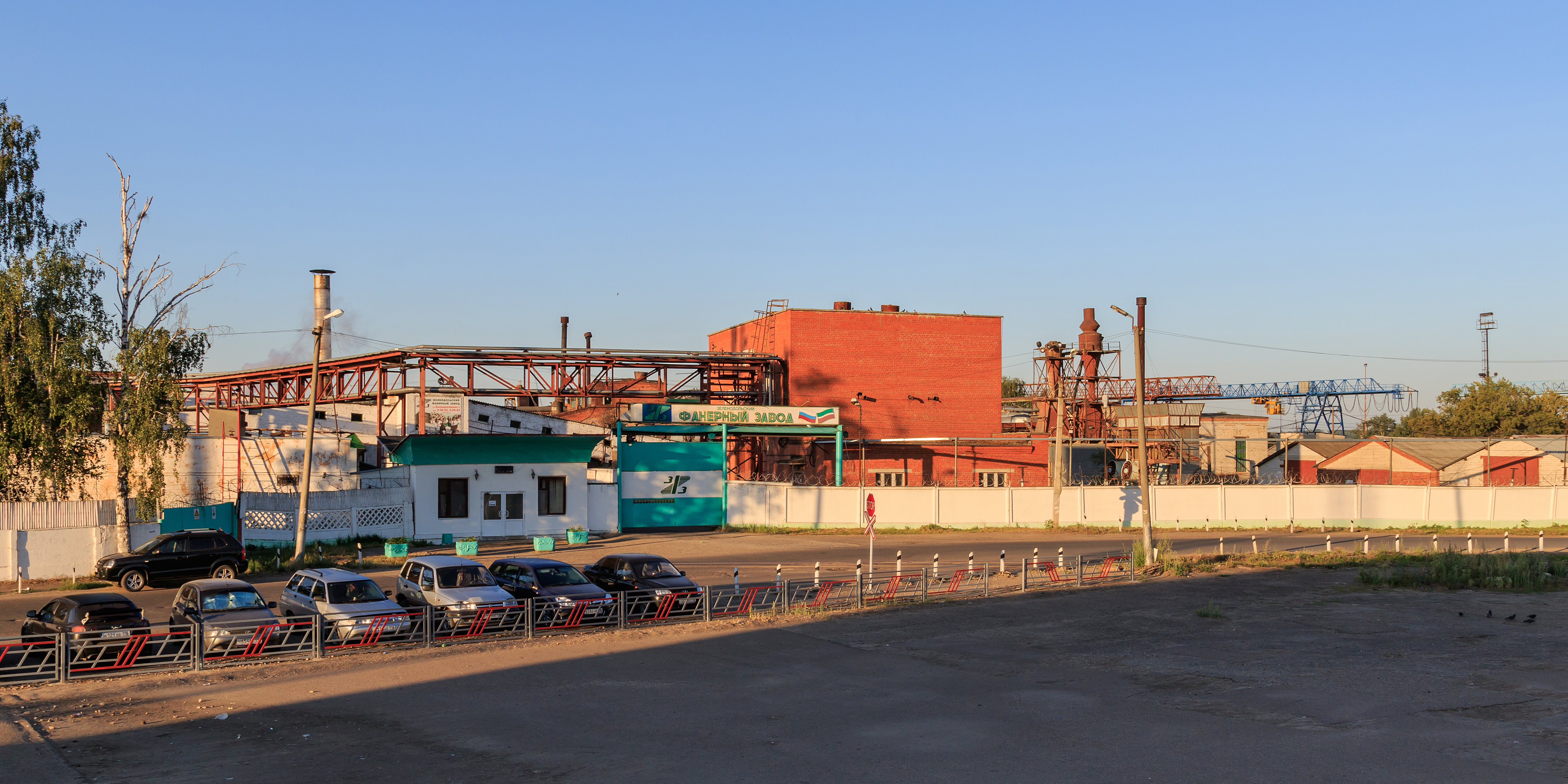
Зеленодольский фанерный завод

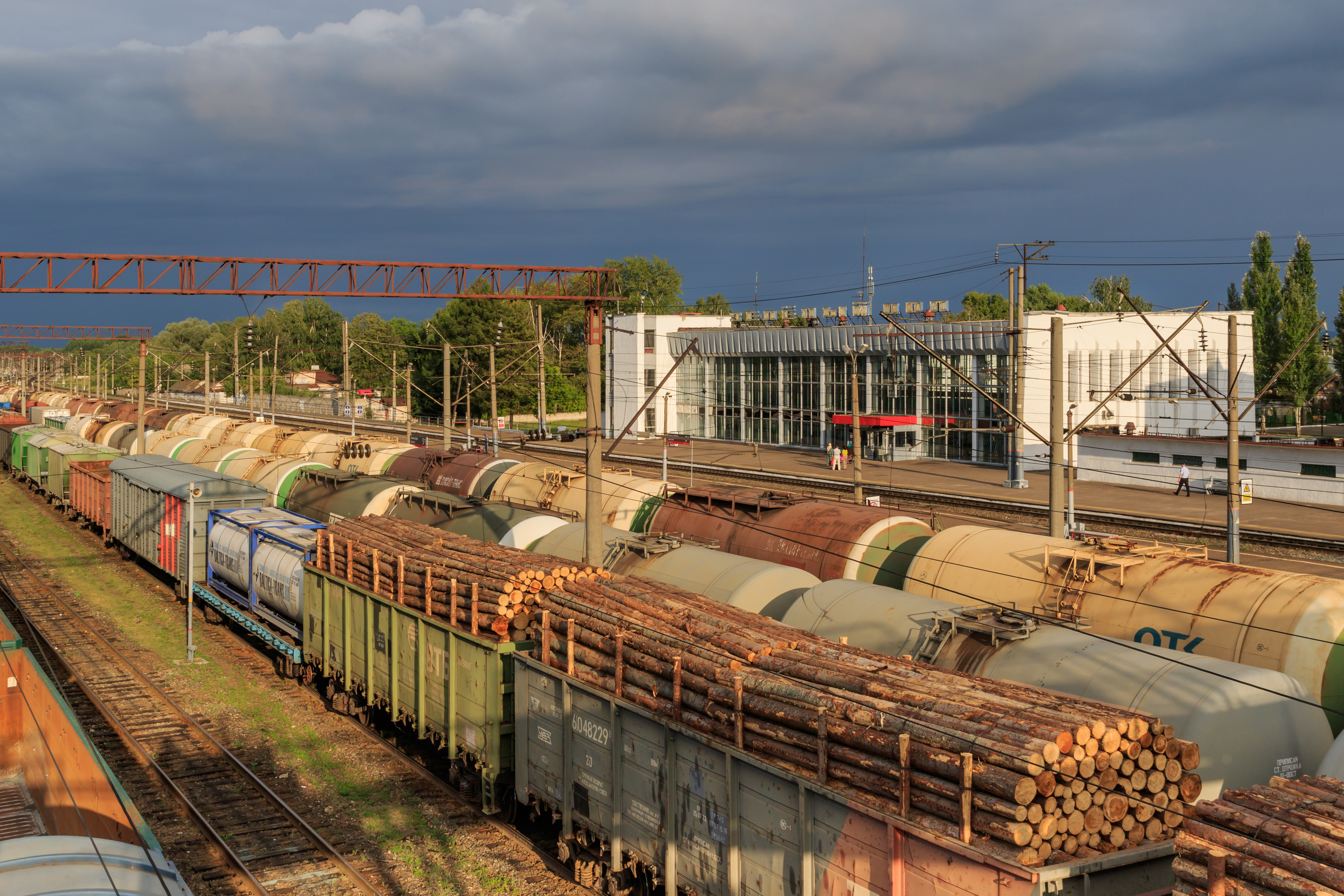
Зеленодольская грузовая станция

### Промышленность
В Зеленодольске действуют 14 промышленных предприятий, чья продукция идёт на внешний экспорт. Наиболее важными направлениями производства считаются: судостроение, машиностроение, деревообработка. Также на территории района развито производство химико-лабораторной посуды.
Один из градообразующих заводов Зеленодольского района — Завод имени Серго (ПозиС), основанный в 1898 году. Он входит в состав корпорации «Техмаш», которая в свою очередь относится к структуре госкорпорации «Ростех». Завод выпускает военную и гражданскую продукции в соотношении 50 на 50. На 2015 год на производстве было занято 5,3 тыс. человек, а выручка составила 9,9 млрд рублей. В 2017 году завод занял пятое место в строчке рейтинга татарстанских предприятий оборонно-промышленного комплекса.
Зеленодольский завод имени Горького — один из крупнейших российских судостроительных заводов, он входит в список системообразующих предприятий страны. Основное направление деятельности предприятия — строительство кораблей как на внутренний, так и на внешний рынки, выполнение оборонного заказа страны. В 2017 году чистая прибыль завода составила 90,5 млн рублей, таким образом предприятие обеспечивает до 50 % собственных доходов городского и районного бюджетов. С 2018 года завод входит в холдинг «Ак барс».
Зеленодольский фанерно-мебельный комбинат контролируется генеральным директором завода «Камаз» Сергеем Когогиным и его братом Александром. Более 70 % производимой продукции экспортируется на мировой рынок, организовано сотрудничество с IKEA. На 2018 год на заводе трудится около 1100 человек, выручка составляет 1,7 млрд рублей, из которых чистая прибыль — 148,9 млн рублей.
За январь-сентябрь 2020 года в районе отгружено товаров собственного производства по чистым видам экономической деятельности на 30 млрд 252,5 млн рублей.

### Сельское хозяйство

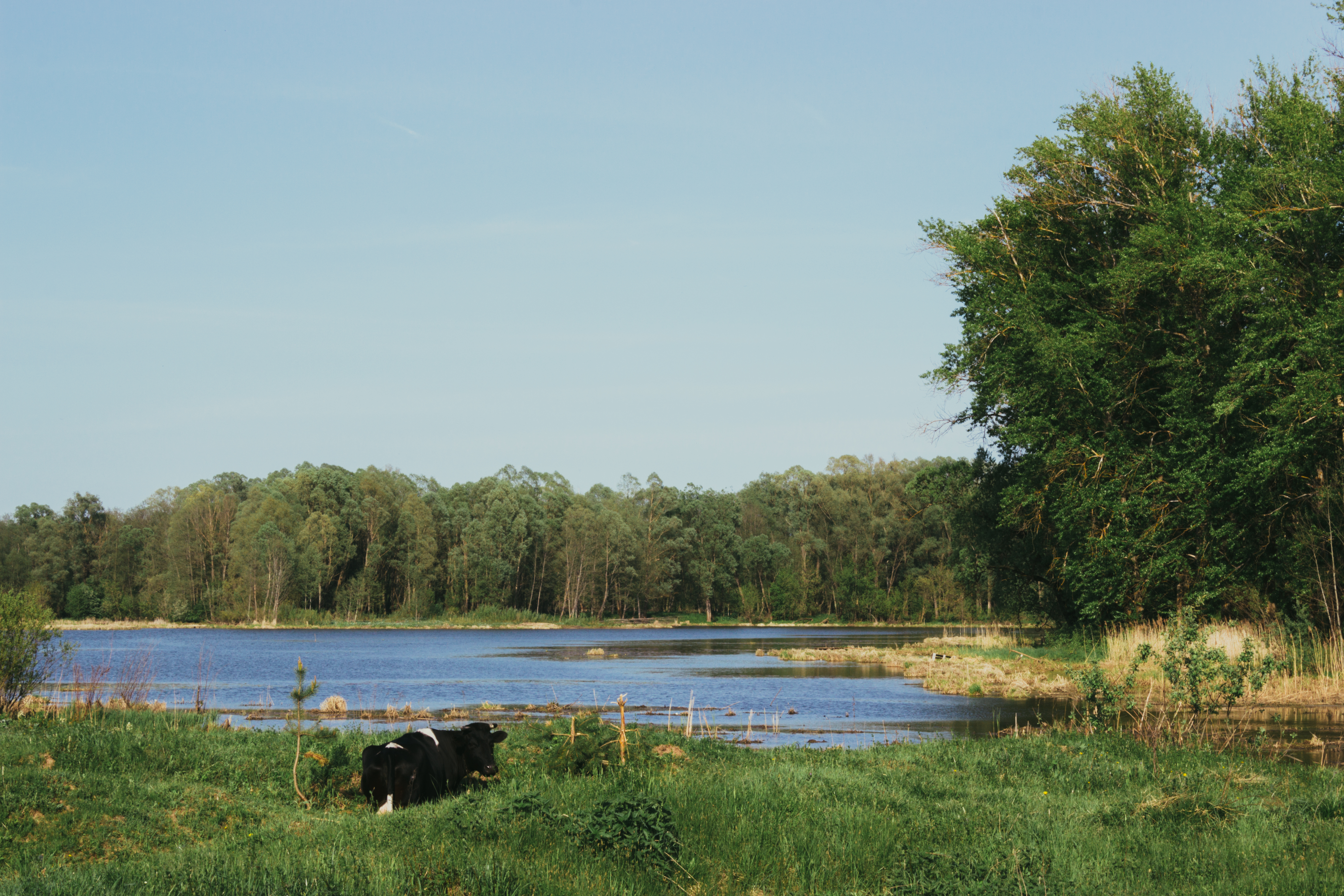
Село Бело-Безводное

В районе возделывают яровую и озимую пшеницу, озимую рожь, ячмень, овёс, картофель, овощи. Главные отрасли животноводства — молочно-мясное скотоводство,птицеводство, пчеловодство. Основные сельскохозяйственные инвесторы: «Красный Восток Агро» и «Ак Барс Холдинг». В районе работают агрокомбинат «Майский», птицефабрика «Казанская», Зеленодольский молочный комбинат и другие с/х-компании.
Зеленодольский молочный комбинат входит в рейтинг «100 крупнейших молочных компаний России 2020» и является единственным в Татарстане сертифицированным производителем молочного питания для детей с первых дней жизни. В 2019 году комбинат выпустил 89 000 тонн продукции, выручка составила 5,5 млрд рублей, а отчисления в бюджеты разных уровней — 251,2 млн рублей.
С середины XX века в районе работает тепличный агрокомплекс «Майский», площадью 32 га, ежегодно предприятие производит 42 000 тонн овощей. В 2013 году компания начала строить собственный жилищный комплекс для сотрудников. К 2018 году объём инвестиций только в строительство составил 614 млн рублей. На 2019 год сдано два общежития и три многоквартирных пятиэтажных дома, где проживают 650 человек. Предприятие регулярно участвует в детской и религиозной благотворительности, в 2018-м на помощь нуждающимся было направлено 15,1 млн рублей.
В первой половине 2020 года валовая продукция сельского хозяйства района составила 4 млрд 182 млн рублей.

### Инвестиционный потенциал
В 2016 года в границах Зеленодольска создали одноимённый промышленный парк. Участок площадью 100 га вплотную примыкает в Казани. В 2019 году резидентами парка стали распределительный центр Ozon и Wildberries. Ozon инвестирует в проект около 2 млрд рублей, по его проекту появится примерно 1000 рабочих мест. Инвестиции Wildberries оценивают в 5,5 млрд рублей с созданием около 4000 рабочих мест. На 2020 год все отмежёванные участки парка заняты резидентами, из них введены в эксплуатацию два проекта «Промэнерго» и распределительный центр X5 Retail Group. Резидентам парка доступны преференции ТОСЭР «Зеленодольск».
Город получил статус ТОСЭР в 2017 году. Порог вхождения резидента почти вдвое ниже регионального — 2,5 млн рублей, 20 новых рабочих мест (10 — в первый год), общий десятилетний объём инвестиций не менее 10 млн. Таким образом руководство ТОСЭРа планирует привлечь до 2027 года не менее 7,7 млрд рублей, а резиденты должны создать более 2000 рабочих мест. На июнь 2020 год в Зеленодольске числится 12 резидентов, а объём привлечённых инвестиций составляет 1,2 млрд рублей. К ТОСЭРу относятся и 220 га Свияжского мультимодального центра, на строительство которого привлекли 7 млрд рублей из федерального бюджета. Муниципальные власти в настоящий момент ищут резидентов на площадку.
В январе-июне общий объём инвестиций в основной капитал района без учёта бюджетных средств составил 4 млрд 11 млн рублей.

### Жилищный фонд
В 2005 году вице-премьер России Марат Хуснуллин предложил концепцию развития нового микрорайона «Зелёный Дол». Реализовывать её начали со строительства коттеджного посёлка «Загородный клуб», но после отъезда Хуснуллина в Москву строительство прекратилось. На смену этой концепции в 2007-м пришёл проект «Большой Зеленодольск», но к его реализации удалось приступить только в 2019-м. Инициатором выступил также Марат Хуснуллин, который плотно занимается градостроительной политикой. Проект предполагает комплексную застройку территории свыше 4,2 тыс. га от Зеленодольска до Казани жилыми домами площадью 4 млн м² и объектами социально-деловой сферы. Помимо Зеленодольского района в программу входят территории Казани, посёлка городского типа Васильево и четырёх сельских поселений — Айшинского, Новопольского, Октябрьского и Осиновского. Предполагаемое название будущего населённого пункта — «Большой Зеленодольск».

### Транспорт

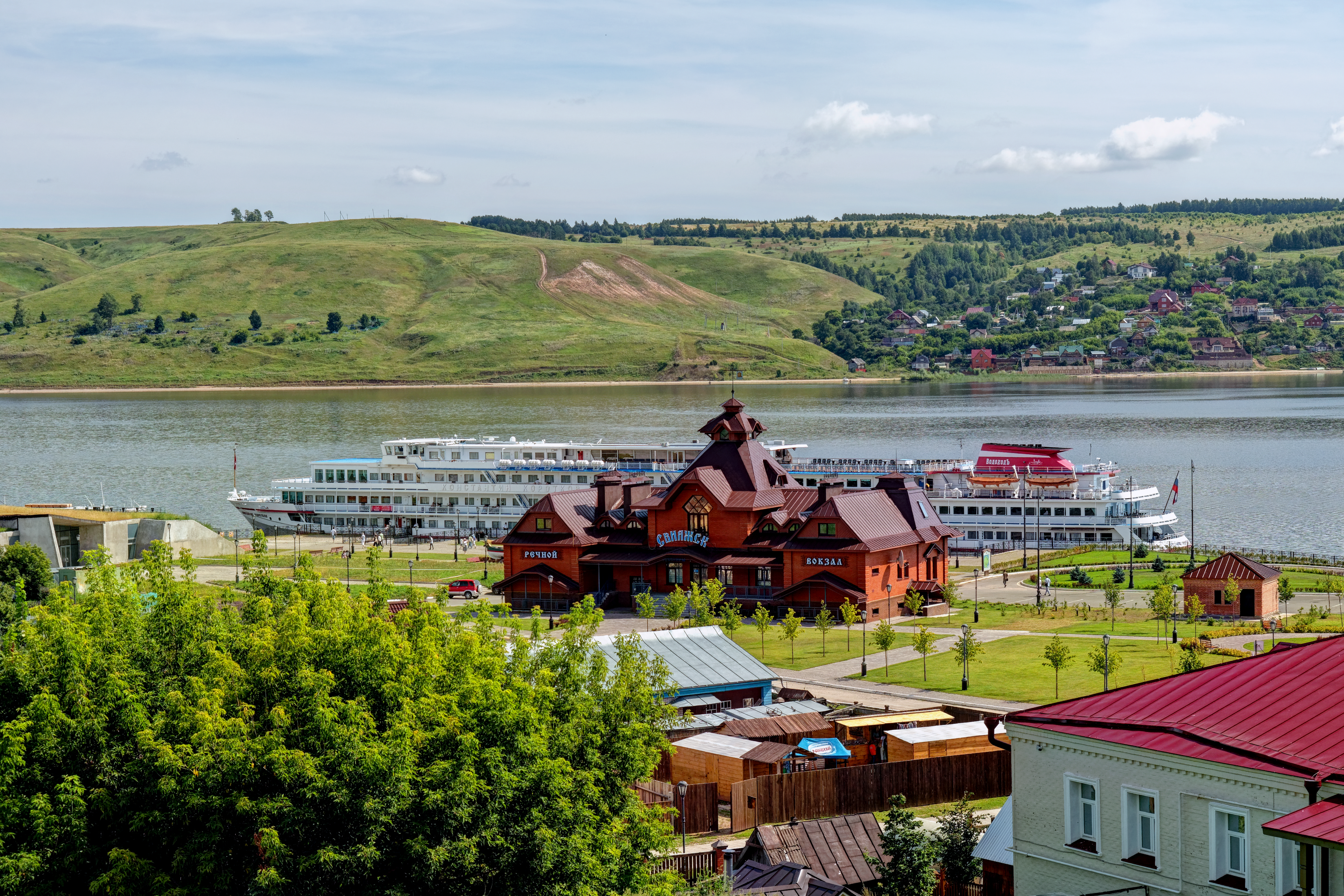
Речной вокзал в Свияжске

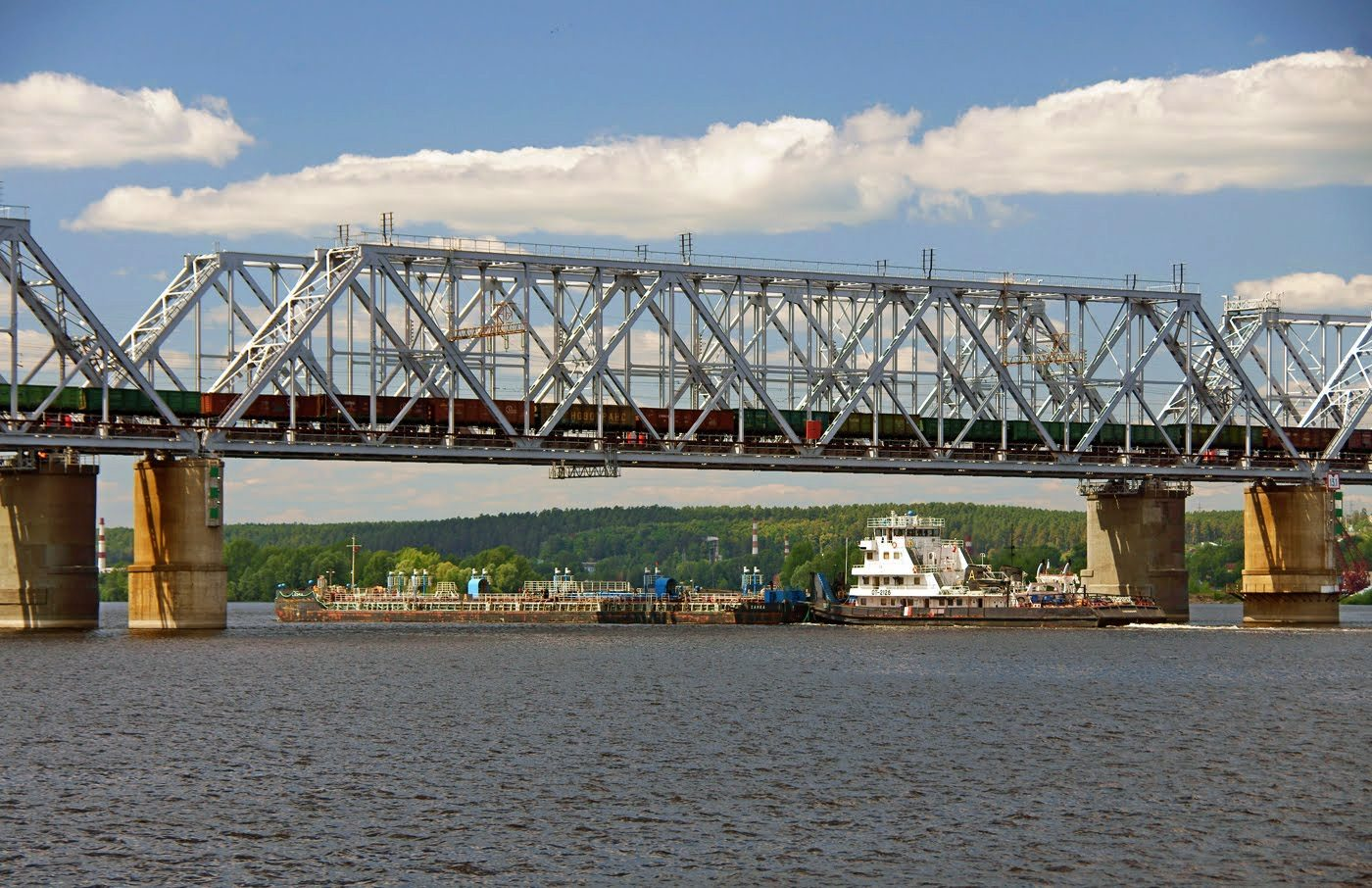
Романовский ж/д-мост через Волгу

Основные автомобильные трассы, которые проходят по территории района: М7 (Волга) «Москва — Нижний Новгород — Казань — Уфа» (пересекает Волгу по автодорожному мосту у Казани), А295 «Йошкар-Ола — Зеленодольск — М-7» (есть обход Зеленодольска и Волжска). Среди региональных дорог можно выделить Нижние Вязовые — Старая Тюрлема (М-7) и Васильево — А-295. Для автотранспорта между Зеленодольском и пгт Нижние Вязовые действует паромная автопереправа. Расстояние от Зеленодольска до ближайшего международного аэропорта «Казань» порядка 70 км.
По территории района проходят железнодорожная магистраль Москва — Екатеринбург (пересекает Волгу по Романовскому ж.-д. мосту), меридиональная линия Свияжск — Ульяновск, тупиковые линии на Йошкар-Олу — Яранск и на Волжск (электрифицирована). Станции и остановочные пункты в районе:
- линия Москва — Казань: Ширданы (о.п.), 746 км (пл.), Свияжск (ст.), 753 км (о.п.), Волга-Пост, Зелёный Дол (ст.), Атлашкино (пл.), 766 км (пл.), Васильево (ст.), 771 км (пл.), 774 км (пл.), Обсерватория (пл.).
- линия Свияжск — Ульяновск: 2 км (о.п.), 4 км (о.п.), Ходяшево (разъезд), Бишбатман (разъезд), 21 км (о.п.), Албаба (ст.), Утяшки (о.п.), Кубня (ст.).
- ветка Зеленодольск — Йошкар-Ола: Гари (ст.).
- ветка Зеленодольск — Волжск: Паратск (ст.), Краснозаринский (ст.).

Инфраструктура водного транспорта представлена преимущественно грузовыми причалами на Волге. В Свияжске есть речной вокзал, но водное сообщение с островом осуществляется только из Казани. Зимой действует ледовая переправа.
Поскольку район находится непосредственно рядом со столицей республики, в нём сосредоточены важные экономические объекты и через район проходят международные маршруты, в 2007 году там началось строительство Свияжского мультимодального логистического центра (СММЛЦ), который объединит автомобильные, железнодорожные и речные пути. Первую очередь, стоимостью 6,5 млрд рублей, открыли в 2015 году, к ней относятся причальная стенка для приёма судов, подъездные железнодорожные пути, противорадиационное укрытие на 600 человек, автодорога и транспортная развязка с трассой М-7, обновление ж/д-станции «Свияжск».

## Экология
На территории Зеленодольского района размещается часть Волжско-Камского государственного природного заповедника — одного из крупнейших в Европе, площадью 8000 га. Там обитает 55 видов млекопитающих, 195 видов птиц и 30 видов рыб. К Зеленодольскому району также относится Раифский участок заповедника со Священной рощей, которая в XVII веке была главным мольбищем лесных черемисов (марийцев). Через Раифский участок проходит речка Сумка и там расположено Раифское озеро площадью 30 га и глубиной до 20 метров. В заповеднике находится самый большой дендросад, где собрано более 400 видов растений Северной Америки, Западной Европы и Азии.
| - Дорога в заповедник - Ильинская балка осенью - Ильинская балка летом - Дендрарий Волжско-Камского заповедника |

## Социальная сфера

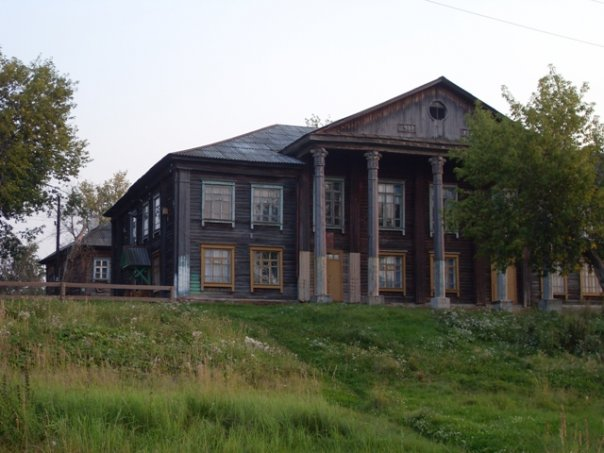
Бывший Дом пионеров

В Зеленодольском районе работают межрайонный сосудистый центр, 17 лечебно-профилактических учреждений, 50 фельдшерско-акушерских пунктов, в которых задействованы более 450 врачей и более 2800 медработников среднего звена. На территории района расположены-профилактории «Васильевский», «Сосновый Бор», «Дельфин» и «Волга». В посёлке Октябрьский у границы с Казанью расположена астрономическая обсерватория имени В. П. Энгельгардта Казанского университета, на её базе сооружён современный просветительско-развлекательный комплекс «Казанский планетарий» и астропарк.
Образовательная государственная структура представлена сетью из 52 детских дошкольных учреждения, 58 школ, одного начально-профессионального учебного заведения, пяти средних профессиональных учреждений и трёх вузовских филиалов. Среди дополнительного образования Зеленодольска детская художественная и музыкальная школы, школа искусств, дворец «Алые паруса», музеи народного творчества и историко-культурного наследия, два дворца культуры. В посёлке городского типа Васильево открыт Дом творчества и Музей Константина Васильева. Местные СМИ — районные газеты «Зеленодольская правда» и «Яшел Үзән» («Зелёный дол») на русском и татарском языках.
С 2021 года город Свияжск войдёт в часть «Императорского маршрута» — историко-туристического маршрута по пути следования царской семьи Романовых. Сам остров пользуется туристическим спросом, там расположены более 10 памятников и шесть музеев.